# 해녀 (1957년 영화)
해녀(Boy On A Dolphin)는 미국에서 제작된 진 네글레스코 감독의 1957년 모험, 드라마, 멜로/로맨스 영화이다. 앨런 래드 등이 주연으로 출연하였고 사무엘 G. 잉겔 등이 제작에 참여하였다.

## 출연

### 주연
- 앨런 래드
- 클리프톤 웹
- 소피아 로렌

### 조연
- 알렉시스 미노티스
- 호르헤 미스트랄
- 로렌스 네스미스
- 피에로 지아그노니
- 거트루드 플린